# Luciano Minguzzi

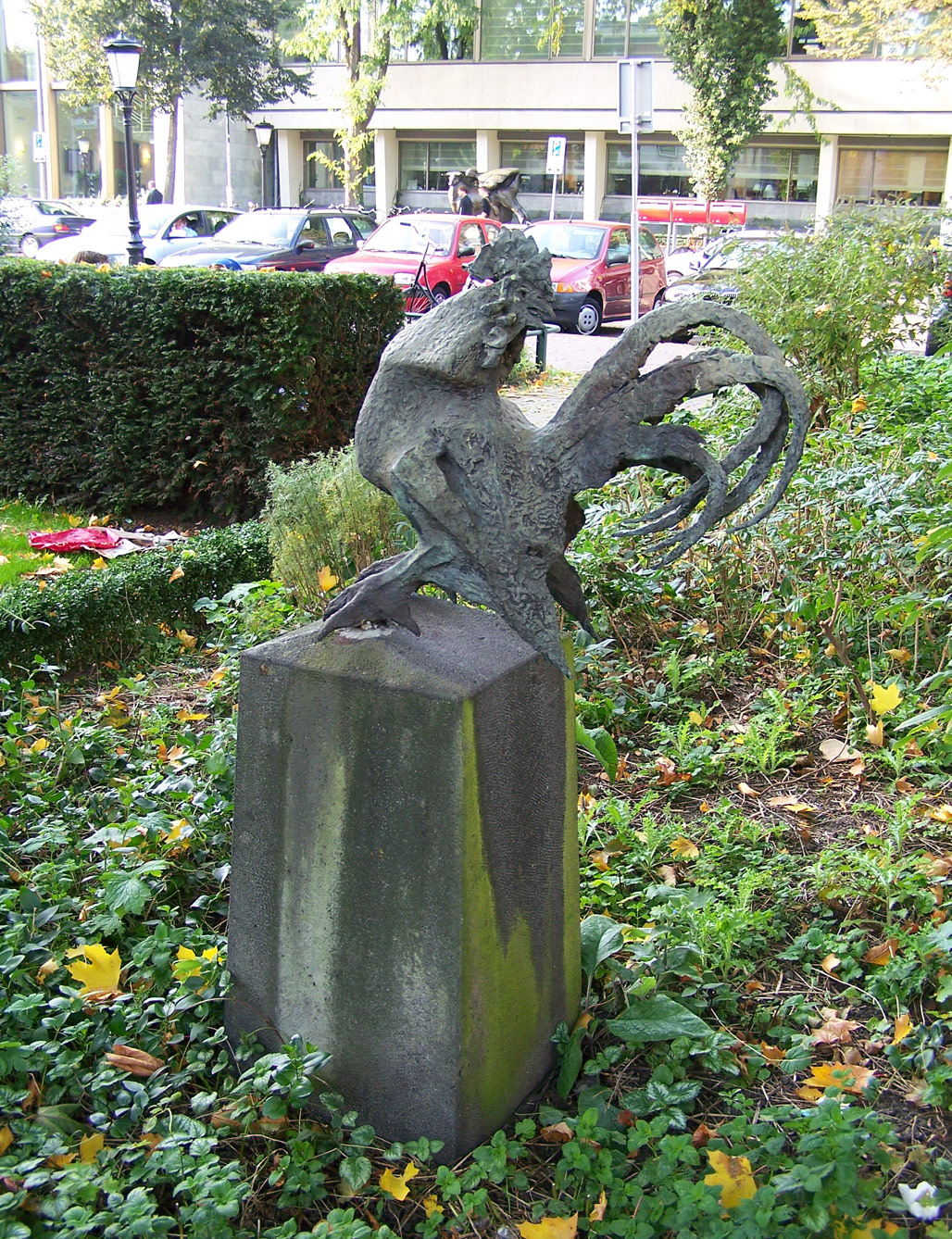
Gallo Nuovo (1954), Mariahoek in Utrecht

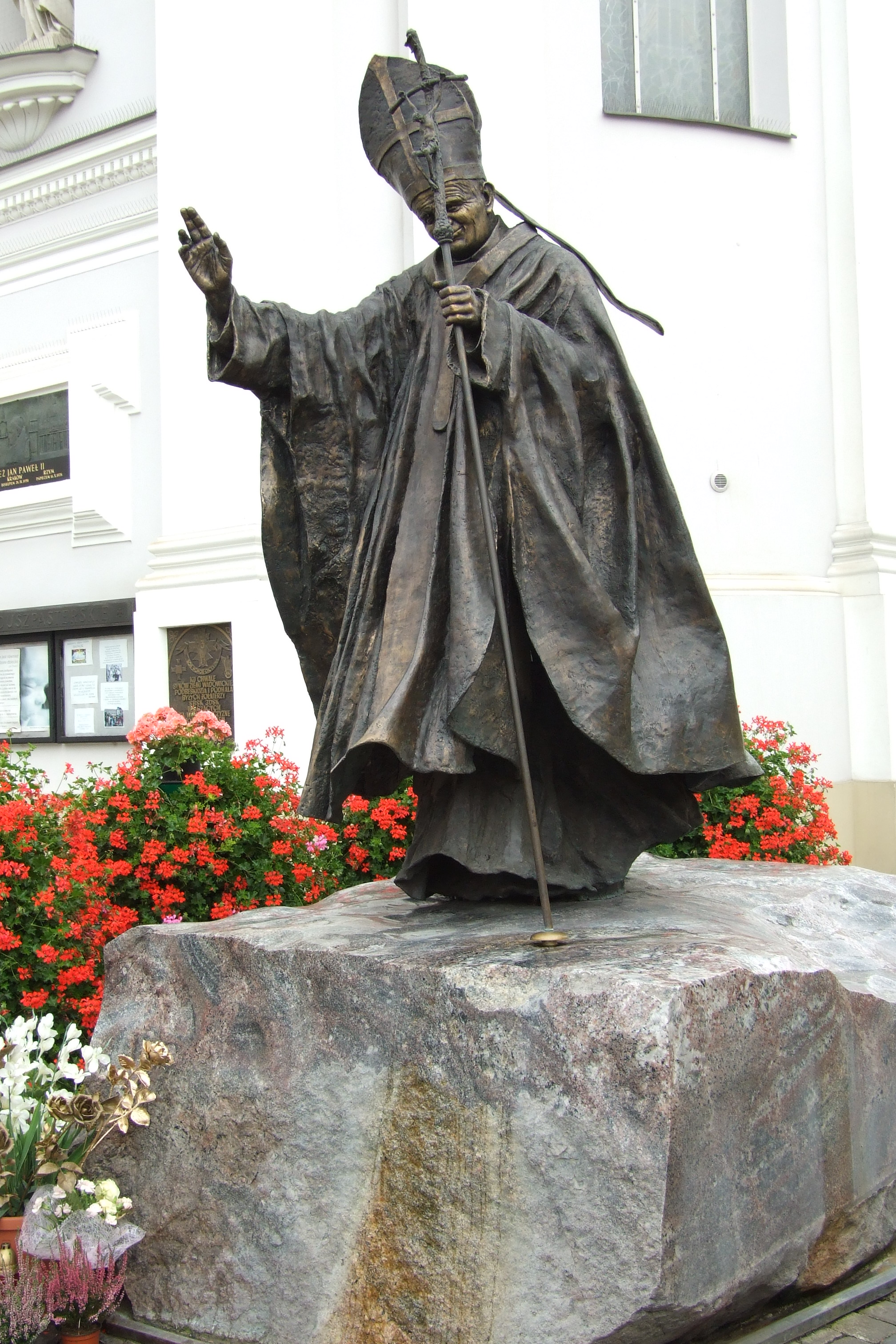
Standbeeld Johannes Paulus II in Wadowice

Luciano Minguzzi (Bologna, 24 mei 1911 – Milaan 30 mei 2004) was een Italiaanse beeldhouwer.

## Leven en werk
Minguzzi was een zoon van de beeldhouwer Armando Minguzzi. Van 1931 tot 1935 studeerde hij bij Ercole Dei en Giorgio Morandi aan de Accademia di Belle Arti di Bologna in Bologna. Met een beurs verbleef hij vanaf 1934 gedurende twee jaar in Parijs.
Reeds in 1934 werd hij voor de eerste keer uitgenodigd deel te nemen aan de Biënnale van Venetië en in 1939 voor de Quadriennale Nazionale d'Arte di Roma. Latere uitnodigingen voor Venetië volgden in 1942 (een eigen zaal), 1950 (met de grote prijs voor zijn werk Il Gallo) en 1952. Na de Tweede Wereldoorlog was hij medeoprichter van de kunstenaarsgroepering Cronache. In 1951 vestigde hij zich in Milaan. Hij won in 1953 de derde prijs bij de door Tate Gallery in Londen georganiseerde internationale competitie The Unknown Political Prisoner. In 1959 nam hij deel aan documenta II in het Duitse Kassel. Minguzzi was hoogleraar beeldhouwkunst aan de Accademia di Belle Arti di Brera in Milaan van 1956 tot 1975 en doceerde vanaf 1964 aan de Zomeracademie van Salzburg.

## Museo Minguzzi
In 1996 werd door de Fondazione Museo Luciano Minguzzi het aan hem gewijde Museo Minguzzi geopend aan de Via Palermo in Milaan.

## Werken (selectie)
- Eva (1936)
- Pitratto della madre (1942)
- Acrobata (1950)

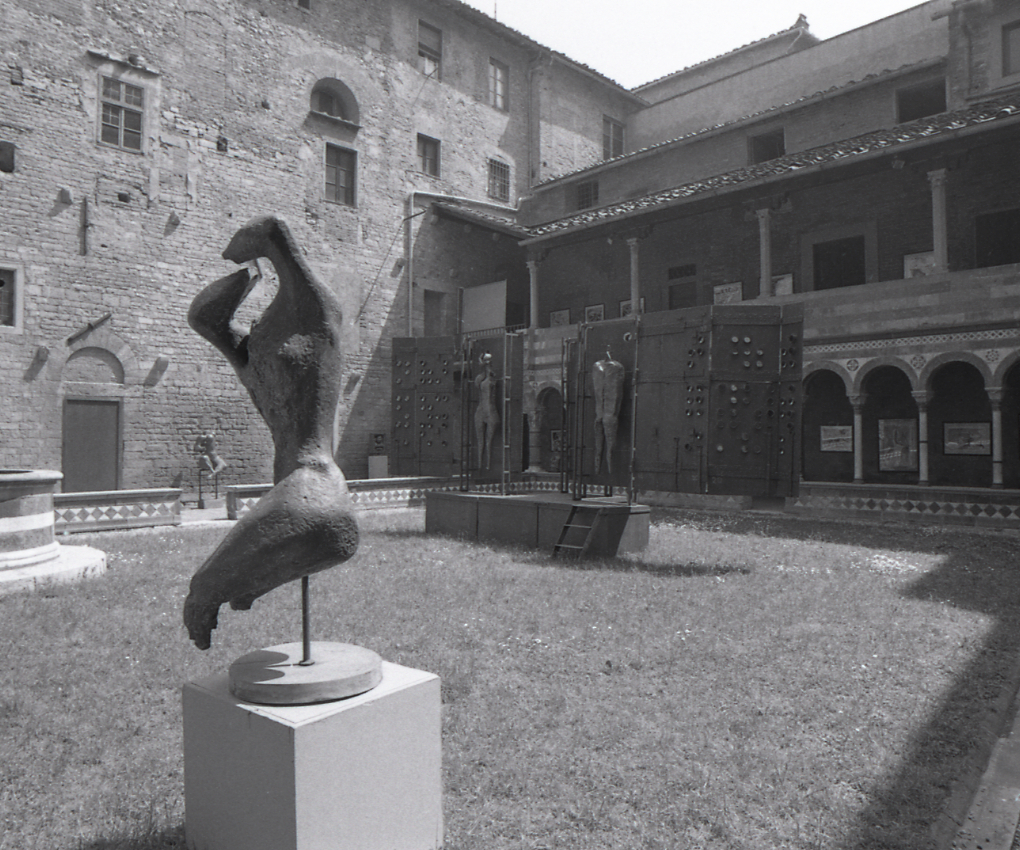
Prato, 1971. Foto Paolo Monti.

- Due figure (1950/52), Nasher Sculpture Center in Dallas (Peggy Guggenheim Collection)
- Donna che salta la corda (jaren 50), beeldenpark Billy Rose Art Garden in Jeruzalem
- Op là (1952
- Gallo Nuovo (1954), Mariahoek in Utrecht
- Ombre nel bosco (1956)
- Cane tra le canne Nr. 2 (1964)
- Porta V, Dom van Milaan (1965)
- Memoria dell'uomo del lager Nr. 2 (1965)
- Ippolito (1971), Via Borgovalsugana in Prato
- Porta del bene e del male (1970/77), Sint-Pietersbasiliek in Vaticaanstad
- Dafne (1981)
- I fiori della notte (1982)
- Monumento all'arma dei carabinieri (1981/83)[1], Piazza Diaz in Milaan
- Standbeeld Paus Johannes Paulus II (1991) in Wadowice (oorspronkelijk in Kraków en later geplaatst en onthuld in Wadowice)